# 許維芳
許維芳（英文名：Yvonne），出生：1997/12/31 是一名臺灣歌手，出生於高雄市，畢業於高雄市私立道明高級中學、義守大學應用英語學系。現為發條工廠創意工作室 （ClockWorkers Music）旗下歌手，因合唱道明中學之2016年畢業曲〈夢想藍圖〉而聞名。

## 演藝事業
2016年，以道明中學畢業歌〈夢想藍圖〉出名，同時也被封為「高校女神」。同年，和全國高中合作完成〈啟程〉一曲。2017年，參加歌唱節目「希望之星」。2018年，參加台灣歌唱節目「聲林之王」。
2018年，與玩聲樂團合作，翻唱阿卡貝拉版的<體面>。
2019年，與韓國男模宇炯龍拍攝三星網路實境節目「千萬分之五」，也受Gogoro之邀而參與環島淨灘活動。也與劉學甫合作，擁有歌唱作品〈微笑的語言〉。同年9月9日，其YouTube頻道正式突破十萬訂閱。9月30日，首張個人單曲〈留不下的〉正式發布。12月28日，首場個人售票生日音樂會在台北角落文創舉辦。
2020年4月13日，和「聲林之王」眾歌手合唱防疫歌曲〈黑夜總會過去〉。4月15日，首度與李佳歡合作翻唱閨蜜情歌〈如果的事〉。
2021年3月4日，配合高雄市毒防局反毒大使活動，推出自創曲〈I will stand by your side〉，是繼千萬分之五後個人第二部自創曲。
2021年10月，和李佳歡共同作曲⟨偷走青春的歲月⟩。
2021年11月19日，和李佳歡再度合作演唱⟨說你愛我⟩。
2022年5月23日，第二首個人單曲〈等等等〉正式上架，是第一首維芳自己加入作曲的個人單曲。
2022年7月13日，與李佳歡推出第三首合作單曲〈再一起努力吧〉。2022年8月30日，個人創作單曲〈長大以後別怕想家〉數位上架，同年9月4日歌曲MV於發布。

## 音樂作品
- 〈夢想藍圖〉（2016）道明中學2016年畢業歌曲主唱之一
- 〈留不下的〉（2019）
- 〈我可以〉（2019）
- 〈秋天別來〉（2021）
- 〈迷人的危險〉（2021）
- 〈說你愛我〉feat.李佳歡（2021）
- 〈等等等〉（2022）
- 〈再一起努力吧〉feat.李佳歡（2022）
- 〈長大以後別怕想家〉（2022）
- 〈我有話想說 I HAVE SOMETHING TO SAY〉（2024）
- 〈你離開的時間能不能在夏天 Summer Farewell〉（2024）
- 〈沒能完整的幸福〉（2025）
- 〈你還在〉（2025）-大愛劇場【我們六個】片尾曲

## 外部連結
- 許維芳Yvonne—Official Instagram
- 許維芳Youtube頻道 （页面存档备份，存于）
- Yvonne 許維芳 Facebook粉絲專頁
- 許維芳官方微博 （页面存档备份，存于）
- 許維芳TilTok （页面存档备份，存于）